# Spilosoma buryi
Spilosoma buryi là một loài bướm đêm thuộc phân họ Arctiinae, họ Erebidae.